# Az Intézet
Az Intézet (The Institute) Stephen King amerikai író 2019-ben megjelent regénye. Magyarul először az Európa Könyvkiadónál jelent meg a regény Bihari György fordításában 2020-ban. A regény Amerikában elnyerte Az Év Legjobb Horrorja díjat.

## Történet
A regény főszereplője Luke Ellis, egy kiskamasz, aki rendkívüli tehetség: magasabb az IQ-ja bárkinél. Ugyanakkor van egy rejtett képessége is: minimálisan képes telekinézist használni. A dolgok azonban szörnyű fordulatot vesznek, amikor egyik éjjel idegenek törnek be a házukba. A kisfiú szüleit meggyilkolják, őt pedig elhurcolják egy Maine államban álló titkos létesítménybe, az úgynevezett Intézetbe. Ebben a komplexumban olyan gyerekeket tartanak fogva, akik különleges képességekkel, telepátiával és telekinézissel rendelkeznek. A szigorúan őrzött intézményt vezető Mrs. Sigsby egyetlen célja, hogy könyörtelenül kinyerje a gyerekek erejét - akár kínzás árán is -, és azokat saját alantas céljaikra használhassák fel.
Luke-nak és a többi gyereknek össze kell fogniuk, ha életben akarnak maradni, ám az Intézetből még soha senkinek nem sikerült megszöknie.
A könyv főleg a kapzsiságról és az árvaságról, valamint a barátságról fest képet, de kritika alá veszi a mai politikai állapotokat az Egyesült Államokban, többek közt a Trump-féle kormányrendszert.

## Forrás
- https://moly.hu/konyvek/stephen-king-az-intezet

## Hivatkozás
- https://cornandsoda.com/wp/king-uj-regenye-az-intezet-nem-horror-de-igy-is-megvisel/